# Revolta iraquiana contra os britânicos
A revolta iraquiana contra os britânicos (também conhecida como Grande Revolução Iraquiana) de 1920 teve início em Bagdá, no verão daquele ano, com grandes demonstrações tanto de sunitas quanto de xiitas, incluindo protestos feitos por oficiais do antigo exército otomano, insatisfeitos com as políticas do comissário civil Sir Arnold Wilson, administrador colonial da Mesopotâmia. A revolta ganhou grande ímpeto quando atingiu as regiões majoritariamente xiitas do baixo e médio Eufrates; o xeque Mehdi Al-Khalissi foi um proeminente líder xiita da revolta.
A revolta teve início em maio de 1920, como uma série de demonstrações pacíficas contra a conquista britânica do Iraque. Comunidades religiosas xiitas e sunitas, bem como comunidades tribais, populações urbanas, e diversos oficiais iraquianos estacionados na Síria, cooperaram durante a revolução. Os objetivos da revolução, que se tornou sangrenta após as tribos passarem a utilizar violência, eram a independência do domínio britânico e a criação de um governo árabe. Embora a revolta tenha conseguido algum sucesso inicial, ao fim de outubro de 1920 os britânicos haviam esmagado a revolta. A questão da motivação dos participantes da revolta, e se ela foi de fato motivada puramente pelo nacionalismo iraquiano, ainda é debatida pelos historiadores.
Grande parte da revolta contra os britânicos se deu no norte do país, por intermédio dos curdos, que tentavam conquistar sua independência. Um dos principais líderes curdos era o xeque Mamude Barzanji. Durante a revolta, os britânicos utilizaram bombas de fósforo branco contra os aldeões curdos; estas armas também foram usadas em Al-Habbniyah, na província de Al-Anbar, e em outros locais do país, ao longo da década de 1920.